# Eleição municipal de Rondonópolis em 2016
A eleição municipal de Rondonópolis em 2016 aconteceu em 2 de outubro para eleger um prefeito, um vice-prefeito e 21 vereadores no município de Rondonópolis, no estado de Mato Grosso.
4 candidatos disputaram a prefeitura municipal. O então deputado estadual Zé Carlos do Pátio, do SD, venceu o prefeito e candidato à reeleição Percival Muniz, do PPS, por apenas 1.556 votos de diferença (39.352 a 37.796). A eleição teve apenas um turno, pois Rondonópolis não possui mais de 200 mil eleitores.

## Antecedentes
Na eleição de 2012, o candidato Percival Muniz (PPS) derrotou Ananias Filho (PR) no primeiro turno, com 60.452 dos votos válidos, ou 57,52% do total, contra apenas 39.938 votos (38%) de seu rival.

## Eleitorado
Na eleição de 2016, estavam aptos à votar 145.044 rondonopolitanos. 2.909 eleitores (2,46%) votaram em branco, 6.567 (5,56%) votaram nulo e 26.928 (18,57%) se abstiveram.

## Candidatos
Foram 4 candidatos à prefeitura em 2016: o então prefeito Percival Muniz, do PPS, o deputado estadual Zé Carlos do Pátio, do SD, o vice-prefeito Rogério Salles, do PSDB e Rubens Cantuário, do PSOL.
| Candidato(a)       | Vice                     | Partido | Coligação                                                                        |
| ------------------ | ------------------------ | ------- | -------------------------------------------------------------------------------- |
| Percival Muniz     | Dr. Manoel (PMDB)        | PPS     | "Seguindo em Frente" (PPS/PMDB/PRB/PDT/PT/PSL/PSC/PR/PTC/PV/PRP/PPL/PCdoB/PTdoB) |
| Rogério Salles     | Marildes (PSD)           | PSDB    | "Rondonópolis Merece Mais" (PSDB/PSD/PSB/DEM/PROS/PP)                            |
| Rubens Cantuário   | Serjão da Gráfica (PSOL) | PSOL    | Por Uma Cidade Limpa (PSOL)                                                      |
| Zé Carlos do Pátio | Ubaldo Barros (PTB)      | SD      | "Desenvolvimento para Todos" (SD/PTB/PHS/PEN/PMN/PTN/PRTB/REDE/PMB)              |

## Resultados

### Prefeito
| Zé Carlos do Pátio (SD) | Ubaldo Barros (PTB)      | 39.352  | 36,22% |  |  |
| Percival Muniz (PPS)    | Dr. Manoel (PMDB)        | 37.796  | 34,79% |  |  |
| Rogério Salles (PSDB)   | Marildes (PSD)           | 29.920  | 27,54% |  |  |
| Rubens Cantuário (PSOL) | Serjão da Gráfica (PSOL) | 1.572   | 1,45%  |  |  |
| → Votos em branco       | 2.909                    | 2,46%   |        |  |  |
| → Votos nulos           | 6.567                    | 5,56%   |        |  |  |
| → Abstenções            | 26.928                   | 18,57%  |        |  |  |
| Total de votos válidos  | Total de votos válidos   | 108.640 | 91,98% |  |  |
| Total de inscritos      | Total de inscritos       | 118.116 | 100%   |  |  |

| Partido | Partido | Candidato          | Votos   | Votos (%) |
| ------- | ------- | ------------------ | ------- | --------- |
|         | SD      | Zé Carlos do Pátio | 39 352  | 36,22%    |
|         | PPS     | Percival Muniz     | 37 796  | 34,79%    |
|         | PSDB    | Rogério Salles     | 29 920  | 27,54%    |
|         | PSOL    | Rubens Cantuário   | 1 572   | 1,45%     |
| Totais  | Totais  | Totais             | 108 640 |           |

### Vereador
No dia 2 de outubro de 2016, 21 candidatos foram eleitos para a Câmara Municipal de Rondonópolis. Foram reeleitos: Adonias Fernandes (PMDB), Fábio Cardoso (PPS), Jailton do Pesque-Pague (PSDB), Cláudio da Farmácia (PMDB), Rodrigo da Zaeli (PSDB), Roni Magnani (PP) e Thiago Silva (PMDB). Os candidatos que receberam a maior votação foram Thiago Silva (PMDB) e Roni Magnani (PP), com 3.264 e 2.608 votos, respectivamente. O Solidariedade foi o que elegeu mais nomes para o cargo de vereador, com 4 candidatos no total.
| Candidato(a)                     | Nº    | Coligação                                           | Votação     | Votação |
| Candidato(a)                     | Nº    | Coligação                                           | Porcentagem | Total   |
| -------------------------------- | ----- | --------------------------------------------------- | ----------- | ------- |
| Thiago Silva (PMDB)              | 15015 | "Seguindo em Frente 1" PMDB, PPS, PT e PR           | 2,97%       | 3.266   |
| Roni Magnani (PP)                | 11111 | "Progresso para Todos" PP, PROS e PT e PSD          | 2,37%       | 2.608   |
| Batista (SD)                     | 77100 | "Rondonópolis mais Solidária" SD e PMB              | 2,15%       | 2.361   |
| Juary Miranda (SD)               | 77609 | "Rondonópolis mais Solidária" SD e PMB              | 1,71%       | 1.877   |
| Thiago Muniz (PPS)               | 23123 | "Seguindo em Frente 1" PMDB, PPS, PT e PR           | 1,59%       | 1.744   |
| Fábio Cardoso (PPS)              | 23223 | "Seguindo em Frente 1" PMDB, PPS, PT e PR           | 1,53%       | 1.682   |
| Rodrigo da Zaeli (PSDB)          | 45123 | "Juntos para Renovar" PSDB, DEM e PSB               | 1,49%       | 1.635   |
| Cláudio da Farmácia (PMDB)       | 15999 | "Seguindo em Frente 1" PMDB, PPS, PT e PR           | 1,46%       | 1.609   |
| Dr. Hélio (PSD)                  | 55900 | "Progresso para Todos" PP, PROS e PT e PSD          | 1,44%       | 1.585   |
| Subtenente Guinancio (PSDB)      | 45180 | "Juntos para Renovar" PSDB, DEM e PSB               | 1,38%       | 1.511   |
| Adonias Fernandes (PMDB)         | 15789 | "Seguindo em Frente 1" PMDB, PPS, PT e PR           | 1,35%       | 1.479   |
| Jailton do Pesque-Pague (PSDB)   | 45900 | "Juntos para Renovar" PSDB, DEM e PSB               | 1,31%       | 1.443   |
| João Mototáxi (PSL)              | 17007 | "Unidos Venceremos" PSL e PTdoB                     | 1,21%       | 1.324   |
| Vilmar Pimentel (SD)             | 77163 | "Rondonópolis mais Solidária" SD e PMB              | 1,17%       | 1.284   |
| Beto do Amendoim (PSL)           | 17456 | "Unidos Venceremos" PSL e PTdoB                     | 1,05%       | 1.150   |
| Orestes Miraglia (SD)            | 77111 | "Rondonópolis mais Solidária" SD e PMB              | 1,03%       | 1.128   |
| Mazett (PSC)                     | 20011 | PSC                                                 | 0,97%       | 1.067   |
| Roni Cardoso (PRTB)              | 28128 | "Juntos Faremos a Cidade que Queremos" PRTB e REDE  | 0,88%       | 971     |
| Professor Silvio Negri (PCdoB)   | 65100 | "Renovar e Avançar" PCdoB, PRB, PRP, PDT, PTC e PPL | 0,88%       | 963     |
| Bilu do Depósito de Areia (PRTB) | 28456 | "Juntos Faremos a Cidade que Queremos" PRTB e REDE  | 0,87%       | 954     |
| Professor Sidnei (PV)            | 12777 | "Renovar e Avançar" PCdoB, PRB, PRP, PDT, PTC e PPL | 0,79%       | 871     |